# Zora Zarnik
Zora Zarnik, slovenska pianistka in pedagoginja, * 20. december 1904, Zagorje ob Savi, † 31. marec 1972, Ljubljana.

## Življenje in delo
Zarnikova je od 1915–1923 obiskovala mestni dekliški licej v Ljubljani in 1921–1926 študirala klavir pri Janku Ravniku na konservatoriju Glasbene matice. V šolskem letu 1926/1927 se je izpopolnjevala na Ècole normale de musique v Parizu ( H. Castel-Galanti) in se udeleževala tečajev, ki jih je vodil francoski pianist Alfred Cortot. Leta 1927 in 1928 je bila v Brnu zasebna učenka Viléma Kurza. Od 1928 je poučevala klavir na Glasbeni matici in državnem konservatoriju. Leta 1935 je postala suplentka na konservatoriju oziroma Glasbeni akademiji, od 1945–1963, ko se je upokojila pa prav tam redna profesorica.
Med vojnama je koncentirala samostojno in v komornih zasedbah, zlasti z violinistom Karlom Ruplom, po letu 1945 pa se je posvetila predvsem vzgoji; med prvimi na Slovenskem je uvedla moderno klavirsko tehniko, temelječo na fizioloških in anatomskih načelih. Med njenimi učenci so bili tudi Dubravka Tomšič Srebotnjak, Hubert Bergant, Andrej Jarc, Gita Mally in drugi.